# Paris Maragkos
Kyprianos Ioannis "Paris" Maragkos (en griego, Κυπριανός Ιωάννης "Πάρης" Μαραγκός, Marousi, 19 de enero de 1994) es un baloncestista griego que pertenece a la plantilla del Anorthosis Famagusta de la liga de Chipre. Con 2,06 metros de estatura, juega indistintamente en las posiciones de ala-pívot o pívot.

## Trayectoria deportiva

### Primeros años y universidad
Procedente de la cantera del Panathinaikos B.C., debutó con el primer equipo muy joven, con 16 años, disputando minutos en dos partidos. De ahí marchó a Estados Unidos, donde jugó una temporada en el instituto privado Blue Ridge High School de Saint George, Virginia, antes de ir a la universidad, donde disputó dos temporadas con los Colonials de la Universidad George Washington, donde tuvo muy poca presencia en los partidos, por lo que optó por ser transferido a los Eagles de la Universidad Americana, donde tras el correspondiente año en blanco por la normativa de la NCAA, disputó una temporada en la que promedió 7,1 puntos y 2,3 rebotes por partido.

### Profesional
Tras regresar a su país, en agosto de 2016 firmó por cuatro temporadas con el Olympiacos B.C..

### Selección nacional
Maragkos es un fijo en la selección griega desde las categorías inferiores, habiendo participado en campeonatos continentales en sub-16, sub-18 y sub-20.